# زمین‌لرزه ۲۷۲ اردبیل
زمین‌لرزه ۲۷۲ اردبیل زمین‌لرزه‌ای است که در تاریخ ۸ فروردین ۲۷۲ خورشیدی (۱ محرم ۲۸۰ هجری قمری) در شهر اردبیل، ایران رخ داده‌است. این زمین‌لرزه با ۱۵۰٬۰۰۰ نفر کشته در رتبه نهم پرتلفات‌ترین زلزله‌ها در طول تاریخ بشر قرار گرفته‌است. این رتبه‌بندی توسط آژانس زمین‌شناسی ایالات متحده صورت گرفته‌است.